# Dynamic Denmark
|  | Denne artikel er oprettet af botten Steenthbot ud fra en ekstern database. Den kan derfor have sproglige fejl eller mangler. Denne skabelon kan fjernes efter kontrol af indholdet. |

Dynamic Denmark er en dansk virksomhedsfilm fra 1987 instrueret af Flemming Arnholm efter eget manuskript.